# Müllverbrennungsanlage Pfaffenau
Die Müllverbrennungsanlage Pfaffenau ist die dritte und jüngste Anlage mit Rostfeuerung zur Verbrennung eines Teils des Wiener Restmülls. Sie ist Bestandteil des Umweltzentrums Simmering in Wien und wurde im September 2008 offiziell eröffnet.

## Aufgabe
In der Müllverbrennungsanlage Pfaffenau sollen laut Planung jährlich etwa 250.000 Tonnen Restmüll aus den südöstlichen Bezirken Wiens verbrannt und in Strom für rund 25.000 Haushalte beziehungsweise Fernwärme für rund 50.000 Haushalte umgewandelt werden.

## Technik
Ausgestattet ist die Müllverbrennungsanlage mit einem 18.000 Kubikmeter fassenden Müllbunker, von dem aus mittels zweier Kräne der Müll abwechselnd in einen der beiden Aufgabetrichter gebracht wird. Stündlich werden etwa 16 Tonnen Restmüll pro Linie verbrannt, in Summe also 32 Tonnen pro Stunde.
Die dabei entstehende Hitze wird zur Dampferzeugung genutzt, welcher in einer Dampfturbine in elektrische Energie umgewandelt wird. Hierbei handelt es sich um eine Gegendruckdampfturbine. Anschließend wird der Dampf in Wärmetauschern bis zur Kondensation abgekühlt, die dabei gewonnene Wärme wird in das Fernwärmenetz der Stadt Wien eingespeist. Je nach Jahreszeit wird die Wärme mit 95 °C (Sommer) bis zu 150 °C (Winter) abgegeben.
Anschließend an die Verbrennung wird aus der Schlacke eine (magnetische) Schrottfraktion abgetrennt, die der Wiederverwertung in der Eisenproduktion zugeführt wird. Bei Volllast von 32 t Müll pro Stunde fallen etwa 8 t Schlacke pro Stunde an, hiervon sind etwa 800 kg/h Eisenschrott. Dieser anteilmäßig hohe Wert an Metall ist auf die Beimengung von Sperrmüll, welcher direkt im Bunker mittels Schredder zerkleinert wird, zurückzuführen.
Die Rauchgase werden in einer vierstufigen Rauchgasreinigungsanlage (einem Elektrofilter, einer zweistufigen Nasswäsche, einem Aktivkoksfilter und einer Entstickungsanlage) weitestgehend gereinigt.

## Standort
Die Müllverbrennungsanlage Pfaffenau befindet sich in Wien-Simmering in unmittelbarer Nähe zur Hauptkläranlage Wien, der Fernwärme Wien – Werk Simmeringer Haide und der bereits 2007 eröffneten Biogas Wien, mit der sie gleichzeitig errichtet wurde und in einem gemeinsamen Gebäudekomplex untergebracht ist, zwischen der Johann-Petrak-Gasse und dem Donaukanal.

## Gebäude
Zu Anfang des Jahres 2003 wurde von der WKU – Wiener Kommunal Umweltschutzprojektges.m.b.H ein Architekturwettbewerb ausgeschrieben, an dem sich europaweit 33 Architekturbüros beteiligten. Gefragt waren architektonische Gestaltungsvorschläge für die äußere Erscheinungsform der Müllverbrennungsanlage, der Biogasanlage sowie der Nebengebäude unter Beachtung der vorgegebenen anlagen- und verfahrenstechnischen Notwendigkeiten.
Aus acht in die engere Wahl gezogenen Projekten wurde jenes von Sne Veselinovic, Herbert Resetarits und Erwin Resetarits einstimmig zum Sieger gekürt.
Begründet wurde dies unter anderem mit der optischen Verknüpfung der Baumasse mit der umgebenden Landschaft bei Beibehaltung der von den Auftraggebern gewünschte Repräsentanz. Als dominante Außenfarbe wurde Orange gewählt in Anlehnung an die gleichfarbigen Fahrzeuge und Uniformen der Müllabfuhr.
Am 20. April 2006 erfolgte die Grundsteinlegung für das Gebäude, das die beiden unterschiedlichen Anlagen beherbergen soll. Die Fertigstellung der Biogas Wien erfolgte im Jahr 2007, jene der Müllverbrennungsanlage Pfaffenau im Herbst 2008.

## Abfalllogistikzentrum Pfaffenau
Für den Fall, dass durch den Ausfall einer der Wiener Müllverbrennungsanlagen mehr Müll anfällt als thermisch verarbeitet werden kann, hat die Magistratsabteilung (MA) 48 – Abfallwirtschaft, Straßenreinigung und Fuhrpark 2013 ein so genanntes Abfalllogistikzentrums eröffnet. Hier wird zusätzlich anfallender Müll zerkleinert, in Ballen gepresst und so lange zwischengelagert werden, bis wieder freie Kapazitäten in den Verbrennungsanlagen vorhanden sind. Die Lagerkapazität beträgt derzeit (2021) 44.000 Ballen.
Das 45 Millionen Euro teure Projekt wurde – nach dem positiven Abschluss des Umweltverträglichkeitsverfahrens im März 2010 und einem Bürgerbeteiligungsverfahrens – im Frühjahr 2011 begonnen und im August 2013 in Betrieb genommen.
Als zusätzliche Service-Einrichtung für Simmering befindet sich ebenfalls seit 2013 auf dem Gelände des Abfalllogistikzentrums ein moderner Mistplatz.

## Politik
Das Abfallwirtschaftsgesetz verbietet seit dem 1. Jänner 2004 das Deponieren von unbehandeltem Hausmüll. Allerdings ist der Landeshauptmann befugt, diese Frist bis spätestens 31. Dezember 2008 zu verlängern.
1998 lehnten die Wiener Grünen die Errichtung einer dritten Müllverbrennungsanlage in Wien ab und forderten an deren Stelle die Errichtung einer Biogas-Anlage, die unterdessen gemeinsam mit der Müllverbrennungsanlage Pfaffenau realisiert und 2007 in Betrieb genommen wurde.
Die Wiener Freiheitlichen kritisierten die in Planung befindliche Müllverbrennungsanlage im Jahr 2004 mit den Argumenten, dass es weder eine Diskussion im Gemeinderat zu diesem Thema gegeben habe noch einen Gemeinderatsbeschluss. Außerdem werde hinter dem Namen Müllverbrennungsanlage Pfaffenau der Umstand versteckt, dass sich diese Anlage im so genannten Gemüsegarten Wiens befindet. Außerdem solle dadurch, dass die Müllverbrennungsanlage durch die Wiener Kommunal-Umweltschutzprojektgesellschaft m.b.H. (WKU) errichtet und betrieben werden soll, eine Kontrolle verhindert werden.